# 長福寺 (京丹後市大宮町奥大野)
長福寺（ちょうふくじ）は、京都府京丹後市大宮町奥大野548にある日蓮本宗の寺院。山号は広布山。本尊は大曼荼羅。

## 歴史
- 正安3年（1301年）、太夫阿日尊により開山。
- 明応年間（1492年～1500年）、現在地に移転[1]。広布山長福寺に改称。
- 1876年（明治9年）、富士門流の統一教団日蓮宗興門派の結成に参加。
- 1899年（明治32年）、日蓮宗興門派は日蓮本門宗（本門宗）と改称。
- 1927年（昭和2年）、奥丹後大震災により、山門以外の建物が倒壊。
- 1934年（昭和9年）、檀信徒より宅地・農地の寄進を受け現在地に移転した。
- 1941年（昭和16年）、本門宗は一致派の日蓮宗、勝劣派の顕本法華宗とともに三派合同を行い、日蓮宗を結成。
- 1950年（昭和25年）12月、本山要法寺とともに日蓮宗から独立、日蓮本宗を結成（要法寺の旧末寺34ヶ寺は日蓮宗に残留。うち島根県内の旧末寺二十数ヶ寺は興統法縁会島根尊門会を組織している)。

## 歴代住職
- 初代 - 日尊
- 第9代 - 日吾